# Distorsio anus
Distorsio anus, tên tiếng Anh: common distorsio, là một loài ốc biển kích thước trung bình-nhỏ, là động vật thân mềm chân bụng sống ở biển trong họ Personidae.

## Hình ảnh

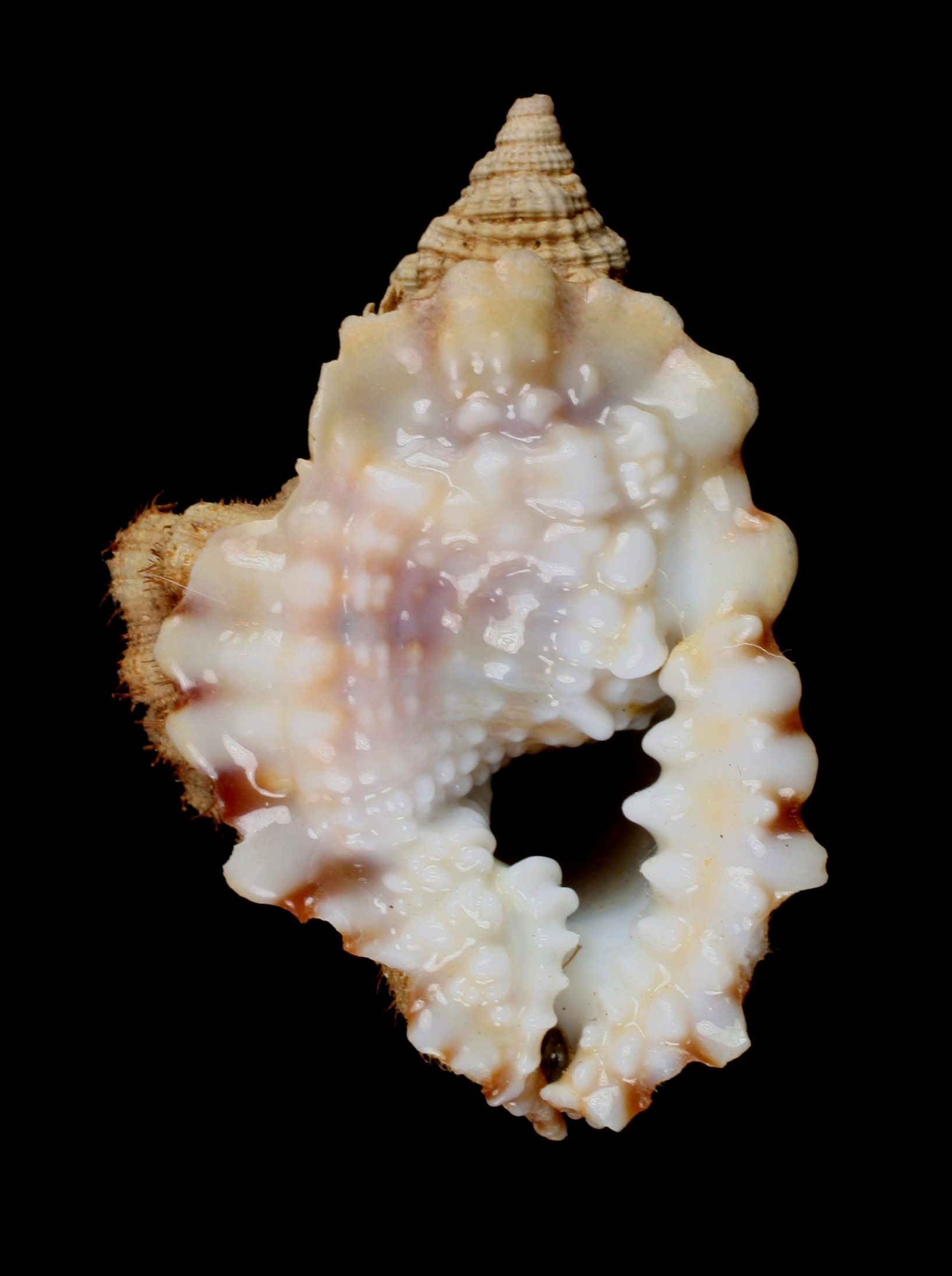